# Miranda Raison
Miranda Caroline Raison (Burnham Thorpe, 18 november 1977) is een Britse actrice en stemactrice. 

## Biografie
Raison werd geboren in Burnham Thorpe als dochter van een nieuwslezeres en een jazzpianist. Op vijfjarige leeftijd scheidden haar ouders. Zij doorliep diverse public schools, zoals Gresham's School in Holt, Felixstowe College in Felixstowe en Stowe School in Stowe. Het acteren leerde zij aan de Webber Douglas Academy of Dramatic Art in Londen. Raison was van 2007 tot en met 2009 getrouwd met acteur Raza Jaffrey. 
Raison begon in 1999 met acteren in de film Suzy Q, waarna zij nog meerdere rollen speelde in films en televisieseries. Zij is onder andere bekend van haar rol als Jo Portman in de televisieserie Spooks (2005-2009). Naast het acteren is zij ook actief als stemactrice, zo heeft zij diverse stemmen ingesproken voor (korte) films en animatieseries van Thomas & Friends, en voor diverse videospellen.

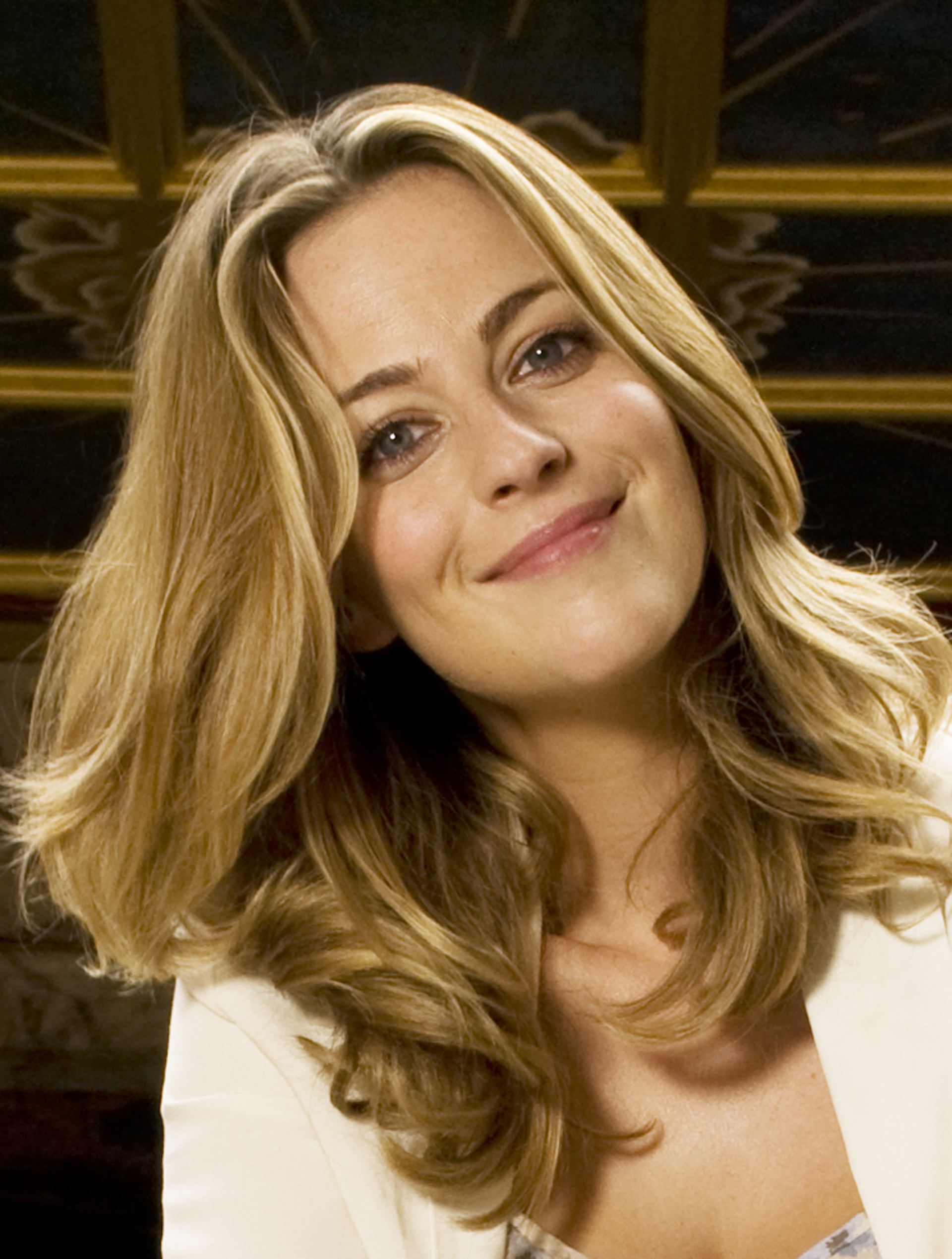
Miranda Raison in 2013

## Filmografie

### Films
Uitgezonderd korte films.
- 2020 Artemis Fowl - als Angeline Fowl
- 2019 Widow's Walk - als Eve
- 2017 Murder on the Orient Express - als Sonia Armstrong
- 2017 Thomas & Friends: Christmas on Sodor - als Millie (stem)
- 2017 Breathe - als Mary Dawney
- 2017 My Daughter Is Missing - als Sara
- 2016 Dark Heart AKA Wagstaffe - als Sylvie
- 2015 Kenneth Branagh Theatre Company's the Winter's Tale - als Hermione
- 2015 AfterDeath - als Robyn
- 2014 I Am Soldier - als Stella
- 2013 Thomas & Friends: King of the Railway - als Millie (Engelse stem)
- 2012 Henry VIII at Shakespeare's Globe - als Anne Boleyn
- 2011 My Week with Marilyn - als Vanessa
- 2006 Nostradamus - als Henriette
- 2006 Land of the Blind - als Daisy
- 2005 Deuce Bigalow: European Gigolo - als Svetlana
- 2005 Match Point - als Heather
- 2003 The Private Life of Samuel Pepys - als Deb Willet
- 1999 Suzy Q - als Marianne Faithfull

### Televisieseries
Uitgezonderd eenmalige gastrollen.
- 2022 Sister Boniface Mysteries - als Ruth Penny - 11 afl.
- 2020 Warrior - als Nellie Davenport - 12 afl.
- 2018-2020 The Best of Thomas & Friends Clips (US) - als Millie (stem) - 14 afl.
- 2013-2019 Thomas the Tank Engine & Friends - als Millie (stem) - 10 afl.
- 2018 Nightflyers - als Tessia - 6 afl.
- 2018 Dark Heart - als Sylvie - 6 afl.
- 2017-2018 Thomas & Friends: Clips (UK) - als Millie (stem) - 3 afl.
- 2015-2017 Spotles - als Julie Greer-Bastière - 12 afl.
- 2014 24: Live Another Day - als Caroline Fowlds - 6 afl.
- 2014 Silk - als Harriet Hammond - 6 afl.
- 2013 Lewis - als Stella Drew - 2 afl.
- 2012 Vexed - als DI Georgina Dixon - 6 afl.
- 2011 Merlin - als Isolde - 2 afl.
- 2011 Sugartown - als Emily Shirley - 3 afl.
- 2010 Married Single Other - als Abbey - 6 afl.
- 2005-2009 Spooks - als Jo Portman - 37 afl.
- 2009 Plus One - als Linsey - 5 afl.
- 2007 Doctor Who - als Tallulah - 2 afl.
- 2001 Perfect Strangers - als jonge Grace - 3 afl.

### Computerspellen
- 2022 Elden Ring - als Fia
- 2019 Anthem - als stem
- 2017 Mass Effect: Andromeda - als diverse stemmen
- 2015 Dragon Age: Inquisition - Trespasser - als Cassandra Pentaghast
- 2014 Dragon Age: Inquisition - als Cassandra Pentaghast
- 2014 Dreamfall Chapters - als Nela / Na'ane
- 2012 The Secret World - als Zaha / Rada Nastase / Aveline Belmont
- 2012 Blades of Time - als Ayumi
- 2011 Dragon Age II - als Cassandra Pentaghast
- 2010 Apache: Air Assault - als Sandra Lansing

- Bibliothèque nationale de France: cb16966118k (data)
- Gemeinsame Normdatei: 1209069849
- International Standard Name Identifier: 0000 0003 7200 939X
- Library of Congress Control Number: no2010103339
- MusicBrainz: 5f4216e9-6872-462f-b13b-437ff1213c93
- Virtual International Authority File: 122314794
- WorldCat: E39PBJdMfy4RcY7Xq6FHVBM3wC